# Мисниченко Віктор Іванович
Мисниченко Віктор Іванович (* 5 листопада 1918, Орлівка — † 31 січня 2007, Київ) — радянський військовий льотчик, Герой Радянського Союзу (1945), у роки німецько-радянської війни штурман ескадрильї 96-го окремого коректувального розвідувального авіаційного полку 17-ї повітряної армії 3-го Українського фронту, капітан.

## Біографія
Народився 5 листопада 1918 року в селі Орлівка (нині в межах міста Брянка) в сім'ї робітника. Українець. Закінчив 3 курси Ворошиловградського сільськогосподарського інституту
В 1939 році був призваний до Червоної Армії. В 1940 році закінчив Харківське військове авіаційне училище, школу стрільців бомбардувальників. Службу проходив в 316-му розвідувальному авіаполку Київського військового округу. У складі цього полку потрапив на фронт німецько-радянської війни.
Учасник бойових дій з першого дня війни. Воював на Південно-Західному, Сталінградському, 3-му Українському фронтах в частинах розвідувальної авіації. Член ВКП(б)/КПРС з 1943 року.
До березня 1945 року капітан В. І. Мисниченко здійснив 211 бойових вильотів на розвідку і фотографування об'єктів противника. По його даним було подавлено 42 батареї, знищена велика кількість автомашин, танків, живої сили ворога.
Наказом Президії Верховної Ради СРСР від 29 червня 1945 року за зразкове виконання бойових завдань командування на фронті боротьби з німецько-фашистськими загарбниками і виявлені при цьому мужність і героїзм капітану Віктору Івановичу Мисниченку присвоєно звання Героя Радянського Союзу з врученням ордену Леніна і медалі «Золота Зірка» (№ 6162).
Після закінчення війни продовжив службу в військовій авіації. В 1951 році закінчив курси вдосконалення офіцерського складу, в 1959 році — заочно Військово-повітряну академію. Служив старшим викладачем в Чернігівському вищому військовому авіаційному училищі льотчиків. З 1973 року полковник В. І. Мисниченко — в запасі.

Надгробок Мисниченка В. І. на кладовищі в Пущі-Водиці

Жив в місті Чернігів. З березня 1974 по вересень 1985 року працював директором туристичних поїздів і турбаз, замісником начальника морського клубу, начальником відділу кадрів комбінату будматеріалів і конструкцій. Останні роки жив в столиці України місті Києві. Помер 31 січня 2007 року. Похований в Києві на кладовищі в Пущі-Водиці.

## Нагороди
Нагороджений орденом Леніна, двома орденами Червоного Прапора, двома орденами Вітчизняної війни I-го ступеню, двома орденами Червоної Зірки, українським орденом Богдана Хмельницького III-го ступеня, медалями.